# Parolulis renalis
Parolulis renalis är en fjärilsart som beskrevs av Moore 1885. Parolulis renalis ingår i släktet Parolulis och familjen nattflyn. Inga underarter finns listade i Catalogue of Life.